# Haplopogon nudus
Haplopogon nudus là một loài ruồi trong họ Asilidae. Haplopogon nudus được Engel miêu tả năm 1930. Loài này phân bố ở vùng Cổ Bắc giới.